# HVV Helmond in het seizoen 1957/58
Het seizoen 1957/1958 was het derde jaar in het bestaan van de Helmondse betaaldvoetbalclub Helmond. De club kwam uit in de Nederlandse Eerste divisie B en eindigde daarin op de 10e plaats. Tevens deed de club mee aan het toernooi om de KNVB beker, hierin werd de club in de voorronde uitgeschakeld door 't Gooi (0–2).

## Wedstrijdstatistieken

### Eerste divisie A
|       | AGOVV | Alkmaar '54 | D.F.C | DWS   | EDO   | Excelsior | De Graafschap | HVC   | RBC   | Roda Sport | SVV   | Vitesse | Volendam | VSV   | Willem II |
| ----- | ----- | ----------- | ----- | ----- | ----- | --------- | ------------- | ----- | ----- | ---------- | ----- | ------- | -------- | ----- | --------- |
| Thuis | 2 – 0 | 3 – 0       | 1 – 2 | 3 – 1 | 2 – 1 | 1 – 1     | 1 – 3         | 4 – 2 | 3 – 1 | 1 – 0      | 3 – 2 | 2 – 3   | 2 – 2    | 1 – 2 | 1 – 3     |
| Uit   | 2 – 3 | 1 – 3       | 2 – 1 | 0 – 0 | 2 – 1 | 2 – 1     | 3 – 1         | 1 – 1 | 1 – 1 | 1 – 1      | 3 – 0 | 3 – 1   | 1 – 2    | 1 – 2 | 0 – 0     |

### KNVB beker
| Voorronde                                  | Helmond | 0 – 2 (0 – 2) | 't Gooi                     |
| 1 september 1957 Plaats: Helmond Houtsdonk |         |               | Henk de Zoete Cees Houtveen |

## Statistieken Helmond 1957/1958

### Eindstand Helmond in de Nederlandse Eerste divisie B 1957 / 1958
| Stand | Gespeeld | Gewonnen | Gelijk | Verloren | Punten | Doelpunten voor | Doelpunten tegen |
| ----- | -------- | -------- | ------ | -------- | ------ | --------------- | ---------------- |
| 10e   | 30       | 12       | 7      | 11       | 31     | 48              | 46               |

### Topscorers
| #      | Naam              | Goal |
| ------ | ----------------- | ---- |
| 1.     | Willy van Neerven | 16   |
| 1.     | Theo Spierings    | 16   |
| 3.     | Frans Overzier    | 8    |
| 4.     | Ad Koolen         | 3    |
| 4.     | Jan van Leeuwen   | 3    |
| 6.     | Marinus Lambooy   | 1    |
| 6.     | Van der Ley       | 1    |
| Totaal | Totaal            | 48   |

| #      | Naam        | Goal |
| ------ | ----------- | ---- |
| –      | Geen speler | 0    |
| Totaal | Totaal      | 0    |